# Norfolk Island Amateur Sports and Commonwealth Games Association
Die Norfolk Island Amateur Sports and Commonwealth Games Association (NIASCGA) ist der nationale Sportverband von Norfolk Island.
NIASCGA ist ein bisher nicht anerkanntes Nationales Olympisches Komitee und assoziiertes Mitglied der Nationalen Olympischen Komitees Ozeaniens.
Mitgliedsorganisationen des NIASCGA sind die Spitzenverbände der Sportarten. Die NIASCGA ist zusammen mit den jeweiligen Sportverbänden für die Vorbereitung und Entsendung der Athleten für die Olympischen Spiele, Commonwealth Games und die Pazifikspiele verantwortlich. Bisher hat Norfolk Island noch nicht an Olympischen Spielen teilgenommen, aber erfolgreich an Commonwealth Games und an den Pazifikspielen.
Der Präsident ist Malcolm Tarrant und die Generalsekretärin Jacqueline Grundy.

## Mitgliedsverbände (Auswahl)
- Athletics Norfolk Island
- Badminton Norfolk Island
- Norfolk Island Squash